# Нашсименту, Алешандри ду
Алеша́ндри ду Нашсиме́нту (порт. Alexandre do Nascimento; 1 марта 1925, Маланже, Португальская Западная Африка — 28 сентября 2024, Луанда, Ангола) — первый ангольский кардинал. Епископ Маланже с 10 августа 1975 по 3 февраля 1977. Архиепископ Лубанго с 3 февраля 1977 по 16 февраля 1986. Архиепископ Луанды с 16 февраля 1986 по 23 января 2001. Кардинал-священник с титулом церкви Сан-Марко-ин-Агро-Лаурентино с 2 февраля 1983.
Умер 28 сентября 2024 года в Луанде в возрасте 99 лет.